# Tamba lorio
Tamba lorio är en fjärilsart som beskrevs av Swinhoe 1903. Tamba lorio ingår i släktet Tamba och familjen nattflyn. Inga underarter finns listade i Catalogue of Life.